# Keiji Koizumi
Keiji Koizumi (japanisch 小泉 圭二 Koizumi Keiji; * 28. Juli 1976 in der Präfektur Yamanashi) ist ein ehemaliger japanischer Fußballspieler.

## Karriere
Koizumi erlernte das Fußballspielen in der Schulmannschaft der Nirasaki High School und der Universitätsmannschaft der Chūō-Universität. Seinen ersten Vertrag unterschrieb er 1999 bei den Ventforet Kofu. Der Verein spielte in der zweithöchsten Liga des Landes, der J2 League. Ende 1999 beendete er seine Karriere als Fußballspieler.